# Nicolas Dezède
Nicolas Dezède, född omkring 1740, död 11 september 1792 i Paris, var en fransk tonsättare.

## Biografi
Nicolas Dezède föddes omkring 1740. Han arbetade som kompositör och skrev flera operor. Bland annat De ädelmodiga bönderna (2 akter), Blasise och Babet och Julie. Han avled 1792 i Paris. Dezède fick en dotter Florine Dezède, som också kom att arbeta som kompositör. Hon skrev bland annat operan Nanette et Lucas ou la Paysanne curieuse som framfördes 1781 på Opéra-Comique i Paris.
Dezède var en uppskattad kompositör av sammanlagt 18 sångspel, varibland märks Julie och Auguste et Théodore. Dezèdes rykte gick långt över Frankrikes gränser, och hans verk har ofta uppförts i Tyskland och Skandinavien.

## Musikverk
- Les trois fermiers (De ädelmodige bönderne eller Dygden tillhör alla stånd) med libretto av Jacques Marie Boutet de Monvel.[5]